# 10月18日 (旧暦)
旧暦10月18日は旧暦10月の18日目である。六曜は先負である。

## できごと
- 文治元年（ユリウス暦1185年11月11日） - 後白河法皇が、源義経に頼朝追討の院宣を下す[要出典]
- 永禄11年（ユリウス暦1568年11月7日） - 織田信長に支援された足利義昭が室町幕府第15代将軍に就任
- 明治3年（グレゴリオ暦1870年11月11日） - 岩崎弥太郎が九十九商会を設立。後の三菱商会

## 誕生日
- 文禄4年（グレゴリオ暦1595年11月19日） - 毛利秀就、長州藩第2代藩主（+ 1651年）
- 明治3年（グレゴリオ暦1870年11月11日） - 鈴木大拙、仏教思想家（+ 1966年）

## 忌日
- 慶長7年（グレゴリオ暦1602年12月1日） - 小早川秀秋、武将（* 1582年）
- 慶長15年（グレゴリオ暦1610年12月3日） - 本多忠勝、大名・徳川四天王の一人（* 1548年）
- 宝永7年（グレゴリオ暦1710年12月8日） - 津軽信政、弘前藩主（* 1646年）